# ゴールドディガー
ゴールドディガー（Gold Digger、1962年5月28日 - 1990年2月21日）は、アメリカ合衆国の競走馬、および繁殖牝馬。大種牡馬ミスタープロスペクターの母として知られる。

## 経歴

### 出自
ゴールドディガーは、1962年にレスリー・コムズ2世の所有するスペンドスリフトファームで生まれた。父ナシュアはアメリカ二冠馬、母シークエンスはプリンセスパットステークス勝ちのある牝馬で、ともにスペンドスリフトファームに繋養されていた馬であった。
「Gold Digger」は「金鉱掘り」を意味する言葉だが、「男を踏み台にのし上がっていく女」「資産目当てに近づく女」というスラング（ゴールドディギングを参照）でもある。ゴールドディガーの父・ナシュアの所有者であったウィリアム・ウッドワード・ジュニアは、ナシュアが現役中だった1955年に、妻に強盗と間違って射殺されている。この事故は、実は故意の殺人であったという噂が立てられ、小説のモデルにまでなり、最終的には夫人も自殺している（ウィリアム・ウッドウォード・ジュニア射殺事件）。このため、ナシュア産駒のゴールドディガーという馬名は、ウッドワード夫人を皮肉ったものとも考察された。

### 主な勝鞍
ゴールドディガーはコムズ夫人名義のもと、競走馬として1964年にデビュー、1966年の引退までに35戦10勝、ステークス競走5勝を挙げた。特にギャロレットステークスは連覇している。ほか、1965年のケンタッキーオークスにも出走し、アメリヴァンの2着に入っている。デイリーレーシングフォームによるフリーハンデキャップにおいては、1965年・1966年の競走成績にそれぞれ115ポンドの評価が与えられている。
※当時はグレード制未導入。
1964年（2歳）
3着 - メイトロンステークス
1965年（3歳）
ギャロレットステークス、マリーゴールドステークス、ヨータンビエンハンデキャップ
2着 - ケンタッキーオークス
1966年（4歳）
ギャロレットステークス（連覇）、コロンビアナハンデキャップ

### 繁殖成績
1967年から故郷のスペンドスリフトファームで繁殖入りした。ゴールドディガーは生涯で12頭の競走馬を産んでおり、そのうち7頭が勝ち上がっている。ゴールドディガーの名にちなんで、金やゴールドラッシュなどに関連した名前を付けられた子が多い。
ゴールドディガーの代表産駒となった1970年生のミスタープロスペクターは、繁殖入りから3年目に受胎した父レイズアネイティヴの牡馬であった。同馬は競走馬としてグレーヴセンドハンデキャップなどに勝ち、後に種牡馬入りしてからアメリカ競馬界を席巻する成績を残した。現在なお主流血統であるミスタープロスペクター系を介して、ゴールドディガーの名前は多くの名馬の血統表中に表記されている。
ミスタープロスペクターのほかにも、第10子のリリアンラッセル（父プリンスジョン）がステークス競走で勝ちを挙げている。また、第5子のマートルウッドラス（父リボー）は競走成績こそ一般戦2勝どまりであったが、牝系として2代先にチーフベアハート、3代先にオウケンブルースリを出している。
また、ミスタープロスペクターが成功したことから兄弟の価格も高騰し、種牡馬として繁殖入りしたものも多い。なかでもミスタープロスペクターの全弟にあたる第6子ケンタッキーゴールドは、1974年のキーンランドイヤリングセールにおいて625,000ドルという、当時のレコード価格で取引された。しかし競走馬としては4戦1勝と結果を残せず、種牡馬としても唯一の活躍馬にプエルトリコのG1馬Golden Tumigaがいる程度である。
1984年に繁殖牝馬を引退した。それから6年後の1990年2月21日、ゴールドディガーは老衰による衰弱のため、安楽死の処分が施された。28歳であった。遺骸は同牧場内の一角に埋葬されている。

## 血統表
| ゴールドディガーの血統         | ゴールドディガーの血統                  | ゴールドディガーの血統               | （血統表の出典）                     | （血統表の出典） |
| 父系                           | ナスルーラ系                            | ナスルーラ系                         | ナスルーラ系                         | [ § 2 ]          |
| 父 Nashua 1952 鹿毛 アメリカ   | 父の父Nasrullah 1940 鹿毛 イギリス      | Nearco                               | Pharos                               | Pharos           |
| 父 Nashua 1952 鹿毛 アメリカ   | 父の父Nasrullah 1940 鹿毛 イギリス      | Nearco                               | Nogara                               |                  |
| 父 Nashua 1952 鹿毛 アメリカ   | 父の父Nasrullah 1940 鹿毛 イギリス      | Mumtaz Begum                         | Blenheim                             | Blenheim         |
| 父 Nashua 1952 鹿毛 アメリカ   | 父の父Nasrullah 1940 鹿毛 イギリス      | Mumtaz Begum                         | Mumtaz Mahal                         |                  |
| 父 Nashua 1952 鹿毛 アメリカ   | 父の母Segula 1942 鹿毛 アメリカ         | Johnstown                            | Jamestown                            | Jamestown        |
| 父 Nashua 1952 鹿毛 アメリカ   | 父の母Segula 1942 鹿毛 アメリカ         | Johnstown                            | La France                            |                  |
| 父 Nashua 1952 鹿毛 アメリカ   | 父の母Segula 1942 鹿毛 アメリカ         | Sekhmet                              | Sardanapale                          | Sardanapale      |
| 父 Nashua 1952 鹿毛 アメリカ   | 父の母Segula 1942 鹿毛 アメリカ         | Sekhmet                              | Prosopopee                           |                  |
| 母 Sequence 1946 鹿毛 アメリカ | 母の父Count Fleet 1940 青鹿毛 アメリカ  | Reigh Count                          | Sunreigh                             | Sunreigh         |
| 母 Sequence 1946 鹿毛 アメリカ | 母の父Count Fleet 1940 青鹿毛 アメリカ  | Reigh Count                          | Contessina                           |                  |
| 母 Sequence 1946 鹿毛 アメリカ | 母の父Count Fleet 1940 青鹿毛 アメリカ  | Quickly                              | Haste                                | Haste            |
| 母 Sequence 1946 鹿毛 アメリカ | 母の父Count Fleet 1940 青鹿毛 アメリカ  | Quickly                              | Stephanie                            |                  |
| 母 Sequence 1946 鹿毛 アメリカ | 母の母Miss Dogwood 1939 黒鹿毛 アメリカ | Bull Dog                             | Teddy                                | Teddy            |
| 母 Sequence 1946 鹿毛 アメリカ | 母の母Miss Dogwood 1939 黒鹿毛 アメリカ | Bull Dog                             | Plucky Liege                         |                  |
| 母 Sequence 1946 鹿毛 アメリカ | 母の母Miss Dogwood 1939 黒鹿毛 アメリカ | Myrtlewood                           | Blue Larkspur                        | Blue Larkspur    |
| 母 Sequence 1946 鹿毛 アメリカ | 母の母Miss Dogwood 1939 黒鹿毛 アメリカ | Myrtlewood                           | Frizeur                              |                  |
| 母系(F-No.)                    | フリゼット系(FN:13-c)                   | フリゼット系(FN:13-c)                | フリゼット系(FN:13-c)                | [ § 3 ]          |
| 5代内の近親交配                | Sir Gallahad III・Bull Dog3×5=15.63%    | Sir Gallahad III・Bull Dog3×5=15.63% | Sir Gallahad III・Bull Dog3×5=15.63% | [ § 4 ]          |
| 出典                           | 1. 2. 3. 4.                             | 1. 2. 3. 4.                          | 1. 2. 3. 4.                          | 1. 2. 3. 4.      |